# 石崎功
石﨑 功（いしざき こう、1966年 - ）は、東京都出身のきもの研究家・呉服業界プロデューサー・マーケティングディレクター。きもの小売店、メーカーでの商品企画や産地指導、各行政での研究委員など呉服業界に特化した活動をしている。

## 略歴
きもの研究家石﨑忠司の次男として生まれ、帝京大学法学部を卒業後、大手きものチェーン 株式会社やまとに入社。店長・バイヤーを経験し2009年に独立。呉服業界に特化した会社であるK.D.C Planningを設立。
2011年に呉服業界若手経営者の会を立ち上げ、呉服業界すべてのカテゴリの次世代経営者を集め、業界の未来予測やカテゴリを超えたビジネスマッチングを図り、ここから多くの新しいビジネスモデルが誕生している。
2014年5月から特定非営利活動法人きものアルチザン京都のマーケティングディレクターに就任。2015年3月には建仁寺にて経済産業省、京都府、京都市後援の業界初のきものシンポジウムを組み立て、話題となった。
きものアルチザン京都を通してアートアクアリウムに参画し、2015年5月から行われたアートアクアリウムinミラノにてきものエキシビションルームを参画ディレクション。また2016年2月にはニューヨーク・コレクション（Hiromi Asaiブランド参画）に史上初の本格的なきものを出展予定など世界にきものや日本の染織による市場創出することにも注力している。また、2015年1月に発足された経済産業省主催の和装振興研究会の委員に選出されている。また、染織史、文様学研究などにも注力し、父 石﨑忠司著の「きものの文様」を編集した「和の文様辞典 〜きもの模様の歴史〜」を講談社学術文庫より出版している。

### 親族
- 父：石﨑忠司（きもの研究家・服飾研究家）
- 兄：石崎洋司（児童文学者）
- 従兄：末松誠（慶應義塾大学医学部教授、国立研究開発法人日本医療研究開発機構初代理事長）

## 実績
- 呉服業界若手経営者の会主催及び運営（全８回実施中）
- 西陣織工業組合での講演
- 西陣織元コレクションアドバイザー委員
- 小売店経営支援セミナー開催
- 小売店営業戦略ワークショップ
- 京都織物小売協同組合講演
- 日本きものおしゃれチェーン協同組合アドバイザー
- 西陣織大博覧会審査員
- 京都織物卸商業組合講演
- 京都織物卸商業組合染織呉服部京都きものサローネアドバイザー
- 米沢市繊維雇用創出事業セミナー講演
- 大阪草履協同組合講演
- 京都府織物金属・機械振興センター丹後産地講演
- PR現代社専門誌「next」連載中　「石崎功のきものビジネス未来スイッチ」
- きものアルチザン京都マーケティングディレクター
- 京都府織物金属・機械振興センター　丹後新商品開発支援事業指導員
- 経済産業省製造産業局繊維課講義「今後の呉服業界の進むべき道について」
- きものアルチザン京都ニューヨーク・マイアミビジネスPR事業
- きものアルチザン京都の二条城アートアクアリウム城参画事業ディレクション
- 室町京正新商品ブランド「東雲」開発戦略マーケティングディレクター
- 季織苑（粟野商事）きくちいまプロジェクト「いまのいろ」ブランドマーケティングディレクター
- 2014年きものサローネin日本橋きものアルチザン京都ファッションショー及び展示ブースプロデューサー
- 2014年きものアルチザン京都日本橋限定ショップディレクション
- 2014年きものサローネin日本橋 室町京正展示ブースプロデューサー
- 2014年きものサローネin日本橋 きもの未来会議コーディネーター
- 2015年きものサローネin日本橋実行委員
- 2015年きものアルチザン京都限定ショップマーケティングディレクション
- 2015年琳派４００年事業きものシンポジウム総合プロデューサー
- 2015年きものアルチザン京都限定展マーケティングディレクション
- 2015年きものアルチザン京都のイタリア・ミラノアートアクアリウム展参画事業ディレクション（５月〜）
- 2015年イタリア・ミラノきものビジネススキームディレクション（５月〜）
- 2015年経済産業省「和装振興研究会」委員
- 2016年きものアルチザン京都ニューヨーク・コレクション（Hiromi Asaiブランド参画）世界初のきもの出展プロジェクト
- 2016年きものアルチザン京都SINGAPORE DECOR SHOW伝統的染織技術を活かしたインテリア商品の出展のディレクション
- 2016年３月京都府主催古都コレクションin天龍寺きものアルチザン京都ショー、ワンタッチ仕立てデモンストレーション他統括プロデュース
- 2016年１０月阪急百貨店#playkimonoきものアルチザン京都ブースプロデュース
- 2018年京友禅の学び舎「室町アカデミア」室町アカデミアプロデュース
- 2018年次世代型地方大型小売店のプロデュース
- 2018年日経プラス10(BSジャパン）和装特集コメンテーター出演
- 2019年 次世代型地方呉服小売店構築プロデュース（株式会社和とわ）
- 2019年 NYのJ-Collaboとの染織工芸技術を使ったオムニチャネルビジネス事業
- 2020年 FM京都αステーション「矢島里佳のArtisan's Talk」に出演
- 2021経済産業省ジャパンブランド育成事業ディレクション（きものアルチザン京都事業）
- 2022京都新聞主催ワブスク事業参画ディレクション（きものアルチザン京都）
- 2022.5月号より2023.12月号まで淡交社茶道雑誌『なごみ』「家紋伝聞録」連載
- 2024年3月より、オンラインサロン着付け師の学び舎「着せびとサロン」を開設

## 著書
- 『和の文様辞典 〜きもの模様の歴史〜 』講談社学術文庫　編著 2021年5月
- 『なごみ』裏千家茶道雑誌　淡交社 2022年5月号より2023年12月号まで「家紋伝聞録」を連載